# Michelle Belanger
Michelle Belanger (Ravenna, 11 de janeiro de 1973) é uma escritora, cantora e pesquisadora de ocultismo norte-americana.
Autora de vários livros de ocultismo e fenômenos paranormais, Belanger participou de vários programas e documentários para a televisão sobre magia e ocultismo modernos. Belanger também foi vocalista e compositora da banda Nox Arcana.

## Biografia
Michelle nasceu na cidade de Ravenna, em 1973, mas cresceu em Hincley, ambas em Ohio. Ingressou no curso de Psicologia da Universidade John Carroll, mas depois mudou seu foco para Estudos da Religião a fim de entender melhor eventos relacionados ao paranormal e ao ocultismo. Começou a carreira de escritora na ficção, aos 17 anos, dedicando-se depois aos livros de não-ficção, relacionados ao ocultismo.
Participou do programa Paranormal State, do canal A&E e do Portals to Hell do Travel Channel. Escreveu mais de trinta livros sobre temas paranormais como The Dictionary of Demons (publicado no Brasil em 2022 pela DarkSide Books) e The Psychic Vampire Codex. É também palestrante, dando cursos em centros de investigação paranormal ao redor do mundo.
Como cantora já participou de várias bandas de dark metal e gothic metal como Urn e Nox Arcana, no álbum Winter's Knight (2005), da qual também foi compositora. Como designer, trabalhou para empresas como a Wizards of the Coast em jogos de RPG. Na década de 1990, foi editora da revista Shadowdance, dedicada à contracultura, que depois renasceu na forma de um podcast.
É fundadora do grupo House Kheperu, da qual também é a clériga principal. Foi consultora paranormal em vários programas, documentários, livros e cursos, tendo sido consultora para séries de TV como True Blood e CSI.

## Publicações

### Vampirismo
- The Psychic Vampire Codex (2004)
- The Vampire Ritual Book (2007)
- Vampire In Their Own Words (2007)
- Sacred Hunger (2005)

### Paranormal
- Haunting Experiences (2009)
- Wide World of Weird (2020)
- A Winding Path of Words. Medina (2020)
- The Ghost Hunter's Survival Guide (2009)
- Sumerian Exorcism: Ancient Magick Vol. I (2013)
- Summoning Spirits: the Heptameron of Peter de Abano: Ancient Magick Vol. II (2016)
- The Ghost Hunter's Guide to the Occult (2013)
- This Ritual of Me. (esgotado)
- Psychic Dreamwalking (2006)
- The Psychic Energy Codex (2007)
- Walking the Twilight Path (2008)
- The Dictionary of Demons (2010)
- House Kheperu Archives (2010)
- D is for Demon (2010)
- Chasing Infinity (2010)
- The Watcher Angel Tarot Guidebook (2011)
- When Millie Comes Back (2015)
- The Dictionary of Demons: Tenth Anniversary Edition (2020) (no Brasil Dicionário de Demônios, publicado em 2022 pela DarkSide Books)[3]

### Ficção
Série Shadowside
- Conspiracy of Angels: Novels of the Shadowside I (2015)
- Mortal Sins: Novellas of the Shadowside I (2016, apenas em ebook)
- Harsh Gods: Novels of the Shadowside II (2016)
- The Resurrection Game: Novels of the Shadowside III (2017)

Outros
- Fairy Tales for the Disenchanted (2020, apenas em ebook)
- One For The Ferryman (2016)
- These Haunted Dreams (2013)
- Soul Songs from Distant Shores (2005)

Erótico
- Wicked Kisses (2010)
- This Heart of Flame (esgotado)
- The Sweetest Kiss (esgotado)

Poesia
- Singing my mother down: poems of grief, love, and renewal (2016)